# Gwollu

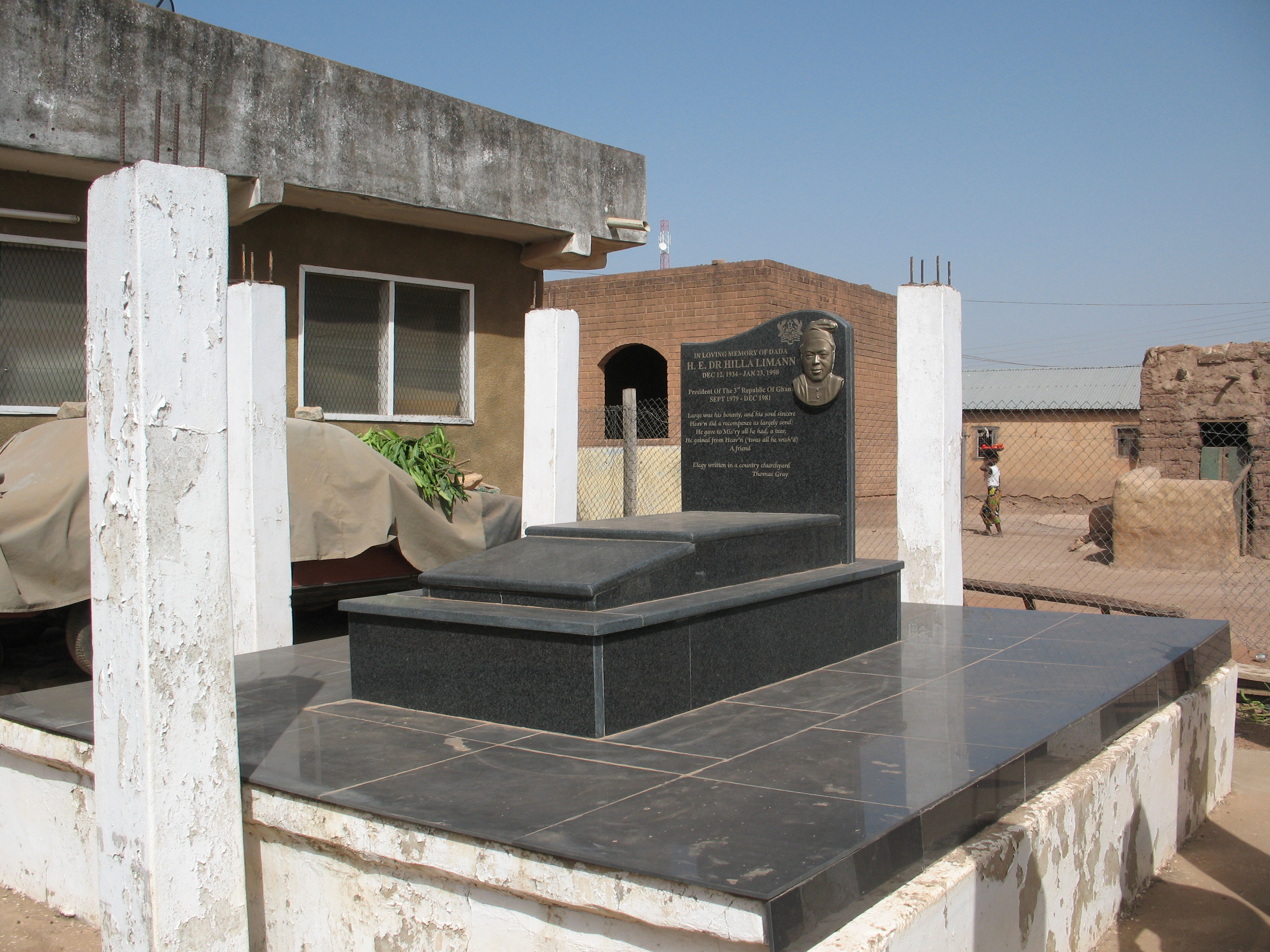
Hilla Limanns grav i Gwollu.

Gwollu är en ort i nordvästra Ghana, nära gränsen mot Burkina Faso. Den är huvudort för distriktet Sissala West, och folkmängden uppgick till 4 854 invånare vid folkräkningen 2010. Hilla Limann, politiker och Ghanas president 1979-1981, föddes och är begraven i Gwollu.